# Leptophobia aripa
La mariposa blanca del mastuerzo (Leptophobia aripa) es una especie de mariposa de la familia Pieridae. Sus alas son blanca con la orilla de las alas anteriores negra. Sus ojos son verdes. Fue descrita originalmente con el nombre de Pieris aripa, por Boisduval, en 1836, a partir de ejemplares procedentes de Venezuela.

## Distribución
Leptophobia aripa tienen una distribución restringida a la región Neotropical y ha sido reportada en 11 países
 del centro de México al norte de Ecuador.

## Plantas hospederas
Las larvas de L. aripa se alimentan de plantas de las familias Brassicaceae, Tropaeolaceae. Entre las plantas hospederas reportadas se encuentran la col silvestre (Brassica oleracea), el mastuerzo (Tropaeolum majus) y especies no identificadas del género Rorippa.